# Iñaki Williams
Iñaki Williams Dannis (ur. 15 czerwca 1994 w Bilbao) – hiszpańsko-ghański piłkarz występujący na pozycji napastnika w hiszpańskim klubie Athletic Bilbao oraz w reprezentacji Ghany.
Jego ojcem był Ghańczyk, a matką – Liberyjka. Iñaki, wychowany w Kraju Basków, rozpoczynał piłkarskie treningi w Pampelunie, w klubie Natación. Później przeniósł się do miejscowego Club Deportivo, a w wieku 16 lat trafił do szkółki Athleticu Bilbao. W debiutanckim sezonie zdobył 31 goli w 31 ligowych spotkaniach dla zespołu do lat 19 (Juvenil A). W sezonie 2013/14 imponował skutecznością w czwartoligowej Baskonii (7 goli w 18 meczach) oraz trzecioligowych rezerwach Lwów z Bilbao (8 trafień, 14 występów).
6 grudnia 2014 roku dano mu szansę debiutu w pierwszej drużynie. W 46. minucie spotkania 14. kolejki Primera División z Córdobą Williams zmienił Andoniego Iraolę. Na pierwszą bramkę dla ekipy z San Mamés baskijski atakujący czekał zaś do 19 lutego 2015 roku – zdobył ją w zremisowanym 2-2 starciu z Torino FC w 1/16 finału Ligi Europy UEFA.
W reprezentacji Hiszpanii zadebiutował 29 maja 2016 w wygranym 3:1 meczu z Bośnią i Hercegowiną.
W sierpniu podpisał nowy, dziewięcioletni kontrakt z Athletic Bilbao.
5 sierpnia 2022 roku ogłosił, że zdecydował się na grę w reprezentacji Ghany.
Ustanowił rekord ligi hiszpańskiej występując między 2016 a 2022 rokiem w 236 meczach z rzędu.